# Stazione di Belfort
La stazione di Belfort (in francese Gare de Belfort) è la principale stazione ferroviaria di Belfort, Francia.